# ماريا من مونفيراتو
ماريا المونفيراتية أو ماريا الأورشيلمية (1212-1192)؛ كانت ملكة بيت المقدس منذ عام 1205 حتى وفاتها، هي ابنة كونراد المونفيراتي وإيزابيلا الأولى ملكة بيت المقدس.

## الأسرة
في 28 أبريل 1192 بعد وفاة خالتها الملكة سيبيلا كان هناك التنافس بين والديها وبين غي دي لوزينيان على العرش عقب انتهاء الحملة الصليبية الثالثة، قبيل عودة ريتشارد الأول ملك إنجلترا إلى إنجلترا اغتيل والدها كونراد، فتزوجت والدتها على عجلة في 5 مايو من هنري الثاني كونت شامبانيا هو ابن شقيقة الملك ريتشارد وفيليب الثاني ملك فرنسا، بـ وقت الزفاف كانت إيزابيلا حاملاً وبالفعل وضعت ابنته ماريا،  التي ولدت خلال صيف عام 1192.
توفي زوج والدتها هنري الثاني كونت شامبانيا في 1197، من هذا الزواج اكتسبت ماريا ثلاثة أخوات غير شقيقات، تزوجت والدتها زوجها الرابع الذي كان ملك قبرص أمالريك الأول (الذي أصبح عرف بعد الزواج باسم عموري الثاني) بحيث أصبح معها حاكم المناصف في القدس، توفيت إيزابيلا في 1 أبريل 1205.

## الحكم
أصبحت ماريا ملكة بيت المقدس بـ سن الثالثة عشرة، في حين أصبح ربيب والدتها هيو من الزواج الأول لـ عموري ملكاً على قبرص ولاحقاً تزوج من أختها الغير شقيقة أليس الشامبانية، وأصبح جون من إيبلين، لورد بيروت الوصي عليها، الفشل الوصي في إجراء عمليات لاستعادة الأراضي المفقودة منذ عام 1187، ولكنه حافظ على المملكة خلال حدودها الحالية، وأيضا قام بـ سياسة السلام مع العادل أبو بكر بن أيوب شقيق صلاح الدين الأيوبي.
انتهت الوصاية فعلياً بعام 1209 عندما كانت ماريا في سبعة عشر عاماً، لذلك اعتقد البلاط أنه من الأفضل لماريا أن تتزوج حتى تتمكن من تأمين منصبها كملكة، ولذلك قررت جمعية البارونات والأساقفة بطلب المشورة من فيليب الثاني ملك فرنسا الذي قدم واحد من أتباعه جان دي بريين، لم يكن جان رجلاً غنياً جداً، ولتغلب على افتقاره لثروة ولتمكينه من تمويل التزاماته السيادية دفعوا له الملك فيليب والبابا إينوسنت الثالث مبلغاً قدره 40,000 ليفرس.
احتفلوا بالزواج في 4 سبتمبر 1210، ثم توجوا الزوجان كـ ملك وملكة مملكة بيت المقدس يوم 3 أكتوبر 1210 بكاتدرائية صور، واصل جان سياسة السلام سلفه، وفي 1212 انجبت ماريا ابنتها الوحيد إيزابيلا الثانية (1212-1228)، توفيت ماريا بعد ذلك بوقت قصير، وربما من حمى النفاس، جان بقى على التاج وهذه المرة كوصي نيابة عن ابنته حتى عام 1225 بعد زواجها من فريدرش الثاني، إمبراطور الروماني المقدس.
انقطع نسب ماريا في 1268 مع وفاة حفيدها الأكبر كونرادين، فبعد وفاته انتقل العرش إلى ذرية شقيقتها أليس الشامبانية الذين ورثوا المملكة.